# Nha Trang
Nha Trang er en by i det sydlige Vietnam med et indbyggertal (pr. 2005) på cirka 350.000. Byen ligger ved kysten til det Sydkinesiske hav og er hovedstad i provinsen Khánh Hòa.
Nha Trang er et af Vienams mest populære turistmål, ikke mindst på grund af sine fremragende badestrande.

## Galleri
- Kysten ved Nha Trang
- Kysten ved Nha Trang